# ブルーイ
『ブルーイ』（原題：Bluey）は2018年10月1日からABC Kidsで放送されているオーストラリアの未就学児向けアニメシリーズである。ジョー・ブラムによる原案をもとにクイーンズランド州の映像制作会社、Ludo Studioにより制作された。本作品はオーストラリア放送協会と英国放送協会が共同委託したものであり、国際配給・商品化に関する権利はBBCスタジオに帰属する。アメリカ合衆国とイギリスではディズニージュニアで放映されており、Disney+で国際的に配信されている。また、日本では2020年8月3日からディズニー・チャンネル内のディズニージュニアで放送され、2024年10月26日から2025年3月29日までテレビ東京で『イニミニマミモ』枠、2025年4月6日からテレビ東京系列で日曜 7:00 - 7:15に放送されている。
舞台はオーストラリアクイーンズランド州の都市、ブリスベンがモデルであり、元気いっぱいで想像力と好奇心が豊かな擬人化された6歳のオーストラリアン・キャトル・ドッグの女の子、ブルーイが主人公である。主人公は父親のバンディットと母親のチリと妹のビンゴと暮らしており、ブルーイはしょっちゅう家族とともに想像的な遊びを行っている。本作品のテーマは家族、成長、オーストラリアの文化に焦点が当てられており、登場人物は全て特定の犬種をモチーフにしている。番組の制作は全てオーストラリアで行われており、Screen AustraliaとScreen Queenslandの投資を受けている。
オーストラリアでの本作品の視聴率は依然として高く、ビデオ・オン・デマンドサービス、ABC iviewにおいて最も視聴された番組として認識されている。番組の制作会社はキャラクター商品を開発し本作を元にしたステージショーの制作の管理を行っている。本作はオーストラリア映画テレビ芸術アカデミー賞、Screen Producers Australiaからの2つの賞、国際エミー賞キッズアワードの他に、2019年にロギー賞を受賞している。また、プリ・ジュネス、オーストラリア健全性規制庁映像音楽賞も受賞している。2019年に第2シリーズが決定し、2020年3月17日にオーストラリアで放送を開始した。
2024年12月、ウォルト・ディズニー・カンパニーはBBCスタジオと共同で本作品の長編映画の製作及び配給を行うことを発表した。2027年の公開を予定しており、公開後にディズニー傘下の定額制動画配信サービスであるDisney+での配信も計画している。

## 登場人物
原語版では子供達の声を番組制作スタッフの子供達が担当しており、声優としてのクレジットはされていない。

### ヒーラー家(Heeler)
- ブルーイ (Bluey)（声：塙真奈美）、本作の主人公。好奇心旺盛で元気なブルーヒーラーの仔犬。6歳（第40話Cパート「プレゼントまわし（Pass the Parcel）」以降は7歳）。
- ビンゴ (Bingo)（声：鳥越まあや）、ブルーイの妹。レッドヒーラーの仔犬。4歳（第34話Cパート「さかだち（Handstand）」以降は5歳）。
- バンディット / パパ（英語版） (Bandit/Dad)（声：David McCormack[7]/奈良徹）、ブルーイとビンゴの父。ブルーヒーラーで、考古学者である。[6]
- チリ / ママ (Chilli/Mum)（声：Melanie Zanetti[8]/小林希唯）、ブルーイとビンゴの母。レッドヒーラーで、パートタイムで空港警備の仕事をしている。[6]

### 主なゲストキャラクター
- マフィン(Muffin)（声：廣田悠美[要出典]）、ブルーイとビンゴの従姉妹。3歳のブルーヒーラー。
- ソックス(Socks)（声：中村カンナ[要出典]）、ブルーイとビンゴの従姉妹でありマフィンの妹。
- クロエ(Chloe)（声：平井祥恵[要出典]）、優しくて親切なダルメシアンであり、ブルーイの親友。
- ラッキー (Lucky)（声：関香澄[要出典]）、元気いっぱいのラブラドール・レトリバーで、ブルーイの隣の家に住んでいる。スポーツと父親と遊ぶことが大好き。
- ハニー (Honey)（声：森川美咲[要出典]）、ブルーイの友達に思慮深いビーグル犬。たまに恥ずかしがり屋な時もある。
- マッケンジー (Mackenzie)（声：中村美怜[要出典]）、ブルーイの学校の友達で冒険的な性格のボーダー・コリー。ニュージーランド出身。
- ココ(Coco)（声：社本悠[要出典]）、ブルーイの友達のピンク色のプードル。遊んでいる時はせっかちになることがある。
- スニッカーズ (Snickers)（声：福田芽衣[要出典]）、ブルーイの友達のダックスフント。科学に興味がある。
- ラスティ(Rusty)（声：渡辺ゆかり[要出典]）、レッド・ケルピー。父親が軍隊にいる。番組の初期構想ではラスティが主人公だった。
- ジャック(Jack)(声：青山玲菜[要出典])、ブルーイが通う学校に転入してきたジャック・ラッセル・テリア。じっとしていることや物事を覚えるのが苦手だが走ることは得意。
- インディ(Indy)（声：佐倉希咲[要出典]）、創造力豊かでおしゃべりなアフガン・ハウンド。
- ジュドー(Judo)、チョウチョごっこでビンゴにいばっていたチャウチャウの女の子。
- ストライプおじさん (Stripe)（声：Dan Brumm/中村和正）、バンディットの弟でありマフィンとソックスの父。
- トリクシーおばさん (Trixie)（声：Myf Warhurst/岸本百恵）、ストライプおじさんの妻であり、マフィンとソックスの母。
  - Warhurstは市場でシュガーレスのケーキを販売するアフガン・ハウンドのインディの母の声(Indy's Mum)も担当している。
- ラッドリー (Radley)（声：Patrick Brammall）、バンディットとストライプの兄（日本語吹き替え版ではチリに「弟」と紹介されたが正しくは兄）であり、「ラッドおじさん」と呼ばれる。普段は石油採掘の仕事に就いているためブルーイ達とはたまにしか会えない。
- フリスキー (Frisky)（声：Claudia O'Doherty/矢尾幸子[要出典]）、チリの親友でブルーイの名付け親。時々ブルーイ達のベビーシッターをしている。イングリッシュ・コッカー・スパニエル。
- レトリーバー先生 (Mrs. Retriever)（声：Ann Kerr）、ゴールデン・レトリバーで、ビンゴの幼稚園の先生。
- カリプソ先生 (Calypso)（声：Megan Washington[9]/壹岐紹未[要出典]）、ブルーマールのオーストラリアン・シェパード。ブルーイの学校の先生。
- パット (Pat)（声：Brad Elliot）、ラブラドール・レトリバー。ラッキーの父。ブルーイの家の隣に住んでおり、 しょっちゅうヒーラー一家の遊びに参加している。[10]
- クリス（Chris）（声：Chris Brumm[10]/岸本百恵）、ストライプとバンディットの母であり、ブルーイ、ビンゴ、マフィン、ソックスの祖母。普段は「ナナ (Nana)」と呼ばれる。
- ボブ (Bob)（声：Ian McFadyen/丸山智行）、ストライプとバンディットの父であり、ブルーイ、ビンゴ、マフィン、ソックスの祖父。
- リラ(Lila)（声：渡谷美帆[要出典]）、ビンゴの親友。

## 各話リスト

### シーズン1（2018年 - 2019年）[9]
| 話数 | サブタイトル               | 原題                             | 放送日             | 放送日         |
| 話数 | サブタイトル               | 原題                             | オーストラリアの旗 | 日本の旗       |
| ---- | -------------------------- | -------------------------------- | ------------------ | -------------- |
| 1    | ふうせんラリー             | Keepy Uppy                       | 2018年 10月3日     | 2020年 8月3日  |
| 1    | まほうのもっきん           | Magic Xylophone                  | 10月1日            | 2020年 8月3日  |
| 1    | かげわたり                 | Shadowlands                      | 10月5日            | 2020年 8月3日  |
| 2    | おやすみのひ               | The Weekend                      | 10月6日            | 8月10日        |
| 2    | バーベキュー               | BBQ                              | 10月7日            | 8月10日        |
| 2    | コウモリになりたい         | Fruitbat                         | 10月8日            | 8月10日        |
| 3    | おうまさんごっこ           | Horsey Ride                      | 10月9日            | 8月17日        |
| 3    | ホテルごっこ               | Hotel                            | 10月10日           | 8月17日        |
| 3    | じてんしゃにのろう!        | Bike                             | 10月11日           | 8月17日        |
| 4    | ボブとあそぼう!            | Bob Bilby                        | 10月12日           | 8月24日        |
| 4    | スパイごっこ               | Spy Game                         | 10月13日           | 8月24日        |
| 4    | テイクアウト               | Takeaway                         | 10月14日           | 8月24日        |
| 5    | おばあちゃんごっこ         | Grannies                         | 2019年 4月2日      | 9月6日         |
| 5    | ヨガのボール               | Yoga Ball                        | 2018年 10月16日    | 9月6日         |
| 5    | カリプソせんせい           | Calypso                          | 10月17日           | 9月6日         |
| 6    | おいしゃさんごっこ         | The Doctor                       | 10月18日           | 9月13日        |
| 6    | クレーンゲーム             | The Claw                         | 10月19日           | 9月13日        |
| 6    | マーケット                 | Markets                          | 10月20日           | 9月13日        |
| 7    | おみせやさんごっこ         | Shops                            | 10月23日           | 9月20日        |
| 7    | プール                     | The Pool                         | 10月22日           | 9月20日        |
| 7    | あおいおやま               | Blue Mountains                   | 10月21日           | 9月20日        |
| 8    | キャリーワゴンであそぼう!  | Wagonride                        | 10月24日           | 10月4日        |
| 8    | タクシーごっこ             | Taxi                             | 10月25日           | 10月4日        |
| 8    | ビーーーチ!                | The Beach                        | 10月26日           | 10月4日        |
| 9    | こどもごっこ               | Kids                             | 2019年 4月19日     | 10月11日       |
| 9    | チョウチョごっこ           | Butterflies                      | 2018年 10月15日    | 10月11日       |
| 9    | かわあそび                 | The Creek                        | 2019年 4月3日      | 10月11日       |
| 10   | イタズラのようせい         | Fairies                          | 4月4日             | 10月25日       |
| 10   | おしごとごっこ             | Work                             | 4月5日             | 10月25日       |
| 10   | びょうきなんてこわくない!  | Bumpy and the Wise Old Wolfhound | 4月6日             | 10月25日       |
| 11   | トランポリン               | Trampoline                       | 4月7日             | 11月1日        |
| 11   | ゴミすてば                 | The Dump                         | 4月8日             | 11月1日        |
| 11   | どうぶつえん               | Zoo                              | 4月9日             | 11月1日        |
| 12   | バックパッカー             | Backpackers                      | 4月10日            | 11月8日        |
| 12   | だいぼうけん               | The Adventure                    | 4月11日            | 11月8日        |
| 12   | まねっこ                   | Copycat                          | 4月12日            | 11月8日        |
| 13   | おとまりかい               | The Sleepover                    | 4月13日            | 2021年 6月6日  |
| 13   | かくれんぼ                 | Hide and Seek                    | 4月16日            | 2021年 6月6日  |
| 13   | キャンプ                   | Camping                          | 4月17日            | 2021年 6月6日  |
| 14   | ふうふごっこ               | Mums and Dads                    | 4月15日            | 6月13日        |
| 14   | ママパパやま               | Mount Mumandad                   | 4月18日            | 6月13日        |
| 14   | まほうのアスパラガス       | Asparagus                        | 4月23日            | 6月13日        |
| 15   | かいぞくごっこ             | Pirates                          | 4月1日             | 6月20日        |
| 15   | ネズミどり                 | Chickenrat                       | 4月20日            | 6月20日        |
| 15   | ごきんじょさん             | Neighbours                       | 4月21日            | 6月20日        |
| 16   | はやくうまれたあかちゃん   | Early Baby                       | 4月14日            | 6月27日        |
| 16   | びょういんごっこ           | Hospital                         | 2018年 10月2日     | 6月27日        |
| 16   | パパのねかしつけのひ       | Daddy Putdown                    | 2019年 4月25日     | 6月27日        |
| 17   | いじわるはだれ?            | Teasing                          | 4月22日            | 7月4日         |
| 17   | ショーン                   | Shaun                            | 4月24日            | 7月4日         |
| 17   | パパロボット               | Daddy Robot                      | 2018年 10月4日     | 7月4日         |
| 18   | ベランダのサンタ           | Verandah Santa                   | 2019年 12月12日    | 2020年 12月6日 |
| 18   | ママパパやま（再）         | Mount Mumandad                   | 4月18日            | 2020年 12月6日 |
| 18   | まほうのアスパラガス（再） | Asparagus                        | 4月23日            | 2020年 12月6日 |

### シーズン2（2020年 - 2021年）
| 話数 | サブタイトル                 | 原題                      | 放送日             | 放送日         |
| 話数 | サブタイトル                 | 原題                      | オーストラリアの旗 | 日本の旗       |
| ---- | ---------------------------- | ------------------------- | ------------------ | -------------- |
| 19   | ハンマーバーン               | Hammerbarn                | 2020年 3月18日     | 2021年 7月11日 |
| 19   | まほうのはね                 | Featherwand               | 3月19日            | 2021年 7月11日 |
| 19   | ダンスモード                 | Dance Mode                | 3月17日            | 2021年 7月11日 |
| 20   | スカッシュ                   | Squash                    | 3月20日            | 7月18日        |
| 20   | ジェスチャーゲーム           | Charades                  | 3月27日            | 7月18日        |
| 20   | ビンゴとあそぼう!            | Bingo                     | 3月25日            | 7月18日        |
| 21   | ネンネのじかん               | Sleepytime                | 4月11日            | 7月25日        |
| 21   | パパがおくってくひ           | Daddy Dropoff             | 3月24日            | 7月25日        |
| 21   | おきにいりはなに?            | Favourite Thing           | 3月23日            | 7月25日        |
| 22   | じゅうたんじま               | Rug Island                | 3月26日            | 8月1日         |
| 22   | びようしごっこ               | Hairdressers              | 3月21日            | 8月1日         |
| 22   | ぺったんヤモリ               | Sticky Gecko              | 3月28日            | 8月1日         |
| 23   | こんぽうざい                 | Flat Pack                 | 4月9日             | 8月8日         |
| 23   | じょうおうさまごっこ         | Queens                    | 4月8日             | 8月8日         |
| 23   | でんしゃごっこ               | Trains                    | 3月31日            | 8月8日         |
| 24   | へいたいごっこ               | Army                      | 4月1日             | 8月15日        |
| 24   | オシャレなレストラン         | Fancy Restaurant          | 4月2日             | 8月15日        |
| 24   | きりかぶまつり               | Stumpfest                 | 3月22日            | 8月15日        |
| 25   | ショーをしよう!              | The Show                  | 4月4日             | 8月22日        |
| 25   | コチョコチョガニ             | Tickle Crabs              | 4月5日             | 8月22日        |
| 25   | おいかけっこ                 | Escape                    | 4月6日             | 8月22日        |
| 26   | バスごっこ                   | Bus                       | 4月7日             | 8月29日        |
| 26   | ママのがっこう               | Mum School                | 3月30日            | 8月29日        |
| 26   | おんぶ                       | Piggyback                 | 4月3日             | 8月29日        |
| 27   | ベランダのサンタ（再）       | Verandah Santa            | 2019年 12月12日    | 12月11日       |
| 27   | ふたりのベビーシッター       | Double Babysitter         | 2020年 11月6日     | 12月11日       |
| 27   | クリスマスのプール           | Christmas Swim            | 12月1日            | 12月11日       |
| 28   | シーソー                     | Seesaw                    | 10月26日           | 9月5日         |
| 28   | えいが                       | Movies                    | 10月27日           | 9月5日         |
| 28   | おじいちゃん                 | Grandad                   | 10月25日           | 9月5日         |
| 29   | としょかんごっこ             | Library                   | 10月28日           | 9月19日        |
| 29   | プールきょうしつごっこ       | Swim School               | 11月1日            | 9月19日        |
| 29   | ゴミだしのよる               | Bin Night                 | 11月9日            | 9月19日        |
| 30   | アイスクリーム               | Ice Cream                 | 11月14日           | 9月26日        |
| 30   | フキゲン                     | Bad Mood                  | 11月7日            | 9月26日        |
| 30   | ふたりのベビーシッター（再） | Double Babysitter         | 11月6日            | 9月26日        |
| 31   | だんまりゲーム               | The Quiet Game            | 11月4日            | 10月3日        |
| 31   | ゆうびんやさんごっこ         | Postman and Ground's Lava | 11月3日            | 10月3日        |
| 31   | カフェごっこ                 | Café                      | 11月2日            | 10月3日        |
| 32   | イースター                   | Easter                    | 2021年 4月4日      | 10月10日       |
| 32   | きのかわボート               | Barky Boats               | 2020年 10月29日    | 10月10日       |
| 32   | おいかけっこ（再）           | Escape                    | 4月6日             | 10月10日       |
| 33   | マフィンのカラー             | Muffin Cone               | 11月10日           | 2022年 1月14日 |
| 33   | サーカスごっこ               | Circus                    | 10月31日           | 2022年 1月14日 |
| 33   | くるまのたび                 | Road Trip                 | 11月13日           | 2022年 1月14日 |
| 34   | おトイレ                     | Dunny                     | 11月15日           | 1月21日        |
| 34   | アヒル・ケーキ               | Duck Cake                 | 11月11日           | 1月21日        |
| 34   | さかだち                     | Handstand                 | 11月12日           | 1月21日        |
| 35   | ヘリコプターごっこ           | Helicopter                | 4月10日            | 1月28日        |
| 35   | タコさんあそび               | Octopus                   | 11月8日            | 1月28日        |
| 35   | あかちゃんレース             | Baby Race                 | 11月17日           | 1月28日        |
| 36   | モンキーパンツ               | Mr Monkeyjocks            | 11月5日            | 2月4日         |
| 36   | タイプライター               | Typewriter                | 11月16日           | 2月4日         |
| 36   | ハンバーガーやさん           | Burger Shop               | 10月30日           | 2月4日         |

### シーズン3（2021年 - 2024年）
| 話数 | サブタイトル             | 原題            | 放送日             | 放送日          |
| 話数 | サブタイトル             | 原題            | オーストラリアの旗 | 日本の旗        |
| ---- | ------------------------ | --------------- | ------------------ | --------------- |
| 37   | しんしつ                 | Bedroom         | 2021年 11月22日    | 2022年 11月27日 |
| 37   | かんぺき                 | Perfect         | 9月5日             | 2022年 11月27日 |
| 37   | しょうがいぶつきょうそう | Obstacle Course | 11月23日           | 2022年 11月27日 |
| 38   | やくそく                 | Promises        | 11月24日           | 2022年 11月27日 |
| 38   | まほう                   | Magic           | 11月30日           | 2022年 11月27日 |
| 38   | ちいさいブルーイ         | Mini Bluey      | 11月27日           | 2022年 11月27日 |
| 39   | ユニコース               | Unicorse        | 11月28日           | 2022年 11月27日 |
| 39   | きのう うまれた          | Born Yesterday  | 11月26日           | 2022年 11月27日 |
| 39   | カレー・クエスト         | Curry Quest     | 11月29日           | 2022年 11月27日 |
| 40   | チェスト                 | Chest           | 12月1日            | 2022年 11月27日 |
| 40   | オムレツ                 | Omelette        | 11月25日           | 2022年 11月27日 |
| 40   | プレゼントまわし         | Pass the Parcel | 12月4日            | 2022年 11月27日 |
| 41   | いえのしごと             | Housework       | 12月3日            | 12月18日        |
| 41   | ひつじいぬ               | Sheep Dog       | 12月2日            | 12月18日        |
| 41   | たんけん                 | Explorers       | 12月5日            | 12月18日        |
| 42   | けいたいでんわ           | Phones          | 12月6日            | 12月18日        |
| 42   | パブロバ                 | Pavlova         | 12月7日            | 12月18日        |
| 42   | あめ                     | Rain            | 12月8日            | 12月18日        |
| 43   | ピザやさんごっこ         | Pizza Girls     | 12月9日            | 12月18日        |
| 43   | ティナ                   | Tina            | 12月11日           | 12月18日        |
| 43   | クジラツアー             | Whale Watching  | 12月12日           | 12月18日        |
| 44   | ビデオつうわ             | Faceytalk       | 12月14日           | 12月18日        |
| 44   | おおきなにんぎょう       | Ragdoll         | 12月15日           | 12月18日        |
| 44   | おとぎばなし             | Fairytale       | 12月16日           | 12月18日        |
| 45   | どろんこ                 | Dirt            | 2022年 6月22日     | 2024年 5月12日  |
| 45   | クリケット               | Cricket         | 2023年 6月11日     | 2024年 5月12日  |
| 45   | ドライブごっこ           | Driving         | 2021年 12月10日    | 2024年 5月12日  |
| 46   | カメさん                 | Turtleboy       | 2022年 6月16日     | 2023年 11月1日  |
| 46   | ワンジー                 | Onesies         | 6月17日            | 2023年 11月1日  |
| 46   | しょくにんさん           | Tradies         | 6月18日            | 2023年 11月1日  |
| 47   | でんどうカート           | Granny Mobile   | 6月19日            | 2024年 8月4日   |
| 47   | うちゅう                 | Space           | 6月20日            | 2024年 8月4日   |
| 47   | こべや                   | Cubby           | 2023年 4月9日      | 2024年 8月4日   |
| 48   | ストップゲーム           | Musical Statues | 2022年 6月13日     | 3月20日         |
| 48   | ものがたり               | Stories         | 6月14日            | 3月20日         |
| 48   | パペット                 | Puppets         | 6月15日            | 3月20日         |
| 49   | エクササイズ             | Exercise        | 2023年 4月16日     | 6月16日         |
| 49   | えだのとりさん           | Stickbird       | 4月30日            | 6月16日         |
| 49   | リラックス               | Relax           | 4月23日            | 6月16日         |
| 50   | みせて おはなし          | Show and Tell   | 5月7日             | 8月11日         |
| 50   | やせいしょうじょ         | Wild Girls      | 5月21日            | 8月11日         |
| 50   | さいしゅうせん           | The Decider     | 2022年 6月23日     | 8月11日         |
| 51   | おみせのテレビ           | TV Shop         | 2023年 5月28日     | 8月18日         |
| 51   | ドラゴン                 | Dragon          | 5月14日            | 8月18日         |
| 51   | スライダー               | Slide           | 6月4日             | 8月18日         |
| 52   | カゴおばけ               | Ghostbasket     | 2024年 4月7日      | 11月11日        |
| 52   | おいかけっこ（再）       | Escape          | 2020年 4月6日      | 11月11日        |
| 52   | ふいうち                 | Surprise!       | 2024年 4月21日     | 11月11日        |
| 53   | かぞくかいぎ             | Family Meeting  | 2021年 12月13日    | 8月25日         |
| 53   | きのかわボート（再）     | Barky Boats     | 2020年 10月29日    | 8月25日         |
| 53   | あついキス               | Smoochy Kiss    | 2022年 6月21日     | 8月25日         |
| 54   | みちしるべ               | The Sign        | 2024年 4月14日     | 11月1日         |

### ミニストーリー（2024年）
| 話数 | サブタイトル       | 原題            | 放送日             | 放送日        |
| 話数 | サブタイトル       | 原題            | オーストラリアの旗 | 日本の旗      |
| ---- | ------------------ | --------------- | ------------------ | ------------- |
| 1    | バーガー・ドッグ   | Burger Dog      | 2024年 6月16日     | 2024年 7月3日 |
| 2    | ビンゴ3000         | Bingo 3000      | 2024年 6月16日     | 2024年 7月3日 |
| 3    | おもちゃをあけよう | Muffin Unboxing | 7月3日             | 2024年 7月3日 |
| 4    | おてがみ           | Letter          | 6月16日            | 2024年 7月3日 |
| 5    | はらペコ           | Hungry          | 6月16日            | 2024年 7月3日 |
| 6    | 3びきのこぶた      | Three Pigs      | 7月3日             | 2024年 7月3日 |
| 7    | どうぶつ           | Animals         | 6月16日            | 2024年 7月3日 |
| 8    | タトゥーショップ   | Tattoo Shop     | 10月4日            | 10月7日       |
| 9    | スマホさん         | Phoney          | 10月4日            | 10月7日       |
| 10   | つみき             | Blocks          | 10月4日            | 10月7日       |
| 11   | せいふ             | Government      | 10月4日            | 10月7日       |
| 12   | ドラム             | Drums           | 10月4日            | 10月7日       |
| 13   | ブラウニーベア     | Browny Bear     | 10月4日            | 10月7日       |
| 14   | うずまきプール     | Whirlpool       | 10月4日            | 10月7日       |
| 15   | つよいおくすり     | Strong Potion   | 12月8日            | 12月9日       |
| 16   | ロボビンゴ         | Robo Bingo      | 12月8日            | 12月9日       |
| 17   | しつじ             | Butlers         | 12月8日            | 12月9日       |
| 18   | ビンゴはどこ?      | Where's Bingo?  | 12月8日            | 12月9日       |
| 19   | ゴルディロックス   | Goldilocks      | 12月8日            | 12月9日       |
| 20   | おともだち         | Alongside       | 12月8日            | 12月9日       |

### テレビ東京放送分
※系列で放送された分も含める。
| 話数 | 本来の話数 | 邦題                                               | 原題                                 | 放送日          |
| ---- | ---------- | -------------------------------------------------- | ------------------------------------ | --------------- |
| 1    | 1B         | まほうのもっきん                                   | Magic Xylophone                      | 2024年 10月26日 |
| 2    | 16B        | びょういんごっこ                                   | Hospital                             | 11月2日         |
| 3    | 1A         | ふうせんラリー                                     | Keepy Uppy                           | 11月9日         |
| 4    | 17C        | パパロボット                                       | Daddy Robot                          | 11月16日        |
| 5    | 1C         | かげわたり                                         | Shadowlands                          | 11月23日        |
| 6    | 2A         | おやすみのひ                                       | The Weekend                          | 11月30日        |
| 7    | 2B         | バーベキュー                                       | BBQ                                  | 12月7日         |
| 8    | 2C         | コウモリになりたい                                 | Fruitbat                             | 12月14日        |
| 9    | 18A        | ベランダのサンタ                                   | Verandah Santa                       | 12月21日        |
| 10   | 3A         | おうまさんごっこ                                   | Horsey Ride                          | 2025年 1月4日   |
| 11   | 3B         | ホテルごっこ                                       | Hotel                                | 1月11日         |
| 12   | 3C         | じてんしゃにのろう!                                | Bike                                 | 1月18日         |
| 13   | 4A         | ボブとあそぼう!                                    | Bob Bilby                            | 1月25日         |
| 14   | 4B         | スパイごっこ                                       | Spy Game                             | 2月1日          |
| 15   | 4C         | テイクアウト                                       | Takeaway                             | 2月8日          |
| 16   | 9B         | チョウチョごっこ                                   | Butterflies                          | 2月15日         |
| 17   | 5B         | ヨガのボール                                       | Yoga Ball                            | 2月22日         |
| 18   | 5C         | カリプソせんせい                                   | Calypso                              | 3月1日          |
| 19   | 6A         | おいしゃさんごっこ                                 | The Doctor                           | 3月8日          |
| 20   | 6B         | クレーンゲーム                                     | The Claw                             | 3月15日         |
| 21   | 6C         | マーケット                                         | Markets                              | 3月22日         |
| 22   | 7C         | あおいおやま                                       | Blue Mountains                       | 3月29日         |
| 23   | 7B1B       | プールまほうのもっきん（再）                       | The PoolMagic Xylophone              | 4月6日          |
| 24   | 7A16B      | おみせやさんごっこびょういんごっこ（再）           | ShopsHospital                        | 4月13日         |
| 25   | 8A1A       | キャリーワゴンであそぼう!ふうせんラリー（再）      | WagonrideKeepy Uppy                  | 4月20日         |
| 26   | 8B17C      | タクシーごっこパパロボット（再）                   | TaxiDaddy Robot                      | 4月27日         |
| 27   | 8C1C       | ビーーーチ!かげわたり（再）                        | The BeachShadowlands                 | 5月4日          |
| 28   | 15A2A      | かいぞくごっこおやすみのひ（再）                   | PiratesThe Weekend                   | 5月11日         |
| 29   | 5A2B       | おばあちゃんごっこバーベキュー（再）               | GranniesBBQ                          | 5月18日         |
| 30   | 9C2C       | かわあそびコウモリになりたい（再）                 | The CreekFruitbat                    | 5月25日         |
| 31   | 10A3A      | イタズラのようせいおうまさんごっこ（再）           | FairiesHorsey Ride                   | 6月1日          |
| 32   | 10B3B      | おしごとごっこホテルごっこ（再）                   | WorkHotel                            | 6月8日          |
| 33   | 10C3C      | びょうきなんてこわくない!じてんしゃにのろう!（再） | Bumpy and the Wise Old WolfhoundBike | 6月15日         |
| 34   | 11A4A      | トランポリンボブとあそぼう!（再）                  | TrampolineBob Bilby                  | 6月22日         |
| 35   | 11B4B      | ゴミすてばスパイごっこ（再）                       | The DumpSpy Game                     | 6月29日         |
| 36   | 11C4C      | どうぶつえんテイクアウト（再）                     | ZooTakeaway                          | 7月6日          |
| 37   | 12A9B      | バックパッカーチョウチョごっこ（再）               | BackpackersButterflies               | 7月13日         |
| 38   | 12B5B      | だいぼうけんヨガのボール（再）                     | The AdventureYoga Ball               | 7月20日         |
| 39   | 12C5C      | まねっこカリプソせんせい（再）                     | CopycatCalypso                       | 7月27日         |
| 40   | 13A6A      | おとまりかいおいしゃさんごっこ（再）               | The SleepoverThe Doctor              | 8月3日          |
| 41   | 14A6B      | ふうふごっこクレーンゲーム（再）                   | Mums and DadsThe Claw                | 8月10日         |
| 42   | 13B6B      | かくれんぼマーケット（再）                         | Hide and SeekMarkets                 | 8月17日         |

## 映画
ブルーイの公式サイトは、2027年にBluey the movie(原題)を全世界で公開することを発表した。本作は、BBCスタジオとウォルト・ディズニー・カンパニーがタッグを組んで制作された。なお、映画の公開をもってブルーイのアニメシリーズは一旦終わりとなる。

## 受賞・ノミネート歴
| 年度 | 賞                                 | カテゴリー                                     | 対象                   | 結果         | 出典   |
| ---- | ---------------------------------- | ---------------------------------------------- | ---------------------- | ------------ | ------ |
| 2019 | Logie Awards                       | Most Outstanding Children's Program            | Bluey                  | 受賞         | [ 12 ] |
| 2019 | International Emmy Kids Awards     | Kids: Preschool                                | Bluey                  | 受賞         | [ 13 ] |
| 2019 | AACTA Awards                       | Best Children's Program                        | Bluey                  | 受賞         | [ 14 ] |
| 2019 | Screen Producers Australia Awards  | Animated Series Production of the Year         | Bluey (Ludo Studio)    | 受賞         | [ 15 ] |
| 2019 | Screen Producers Australia Awards  | Screen Business Export of the Year             | Bluey (Ludo Studio)    | 受賞（同点） | [ 15 ] |
| 2019 | APRA Screen Music Awards           | Best Music for Children's Television           | "Teasing" by Joff Bush | ノミネート   | [ 16 ] |
| 2019 | TV Tonight Awards                  | Best Kid's Show                                | Bluey                  | 受賞         | [ 17 ] |
| 2020 | Prix Jeunesse International Awards | TV – Up to 6 Years Fiction (Children's)        | Bluey                  | 未決定       | [ 18 ] |
| 2020 | Australian Book Industry Awards    | Children's Picture Book of the Year (Ages 0–6) | Bluey, "The Beach"     | 未決定       | [ 19 ] |

## 関連作品

### 玩具
ムーストイズ　https://www.moosetoys.com/より発売。
- ヒーラー家フィギュアセット（Bluey & Family）（ブルーイ、ビンゴ、バンディットとチリのフィギュア付属）
- ブルーイとなかまたちフィギュアセット（Bluey & Friends）（ブルーイ、ココ、スニッカーズとハニーのフィギュア付属）
- ビンゴと従姉妹たちフィギュアセット（Bingo & The Cousins）（ビンゴ、マフィンとソックスのフィギュア付属）
- 遊び場であそぼうセット（Bluey's Playground）（ブルーイのフィギュア付属）
- プールであそぼうセット（Pool Time）（ブルーイとビンゴのフィギュア付属）
- おばあちゃんごっこセット（Grannies）（ブルーイとビンゴのフィギュア付属）
- スケートボードであそぼうセット（Skateboarding）（ブルーイとバンディットのフィギュア付属）
- ヒーラーハウス（Bluey Family Home Playset）（ブルーイのフィギュア付属）
- ビンゴの部屋（Bingo's Playroom）（ビンゴのフィギュア付属）
- パパのバーベキュー（Family Backyard BBQ）（バンディットのフィギュア付属）
- ヒーラー号（Heeler 4WD Family Vehicle）（バンディットのフィギュア付属）

## 放送局
| 放送期間                                      | 放送時間                     | 放送局            | 対象地域   | 備考                                                    |
| --------------------------------------------- | ---------------------------- | ----------------- | ---------- | ------------------------------------------------------- |
| 2024年10月26日 - 2025年3月29日 2025年4月6日 - | 土曜 7:00台 日曜 7:00 - 7:15 | テレビ東京        | 関東広域圏 | 2024年10月26日から2025年3月29日まで「イニミニマニモ」枠 |
| 2025年4月6日 -                                | 日曜 7:00 - 7:15             | テレビ東京系列5局 | 大阪府など |                                                         |

## 日本語版製作スタッフ
- 翻訳 - 天笠利枝子、島健太郎
- 演出 - 萩野洋平
- 録音製作 - ACクリエイト